# Грузія на літніх Олімпійських іграх 2012
Грузія на літніх Олімпійських іграх 2012 в Лондоні була представлена 35 спортсменами в 11 видах спорту: стрільба з лука, легка атлетика, бокс, велоспорт, гімнастика, академічне веслування, дзюдо, стрільба, плавання, теніс, важка атлетика і боротьба. Прапороносцем на церемонії відкриття Олімпіади була стрільчиня Ніно Салуквадзе, а на церемонії закриття — дзюдоїст Лаша Шавдатуашвілі.
Грузія вп'яте взяла участь у літній Олімпіаді. Грузинські спортсмени завоювали 7 медалей: 1 золоту, 3 срібні і 3 бронзові. Після ігор важкоатлет Раулі Цірекідзе та борець Давіт Модзманашвілі дали позитивний результат на заборонені речовини та були дискваліфіковані, зокрема Модзманашвілі позбавили срібної медалі. Єдиним грузинським олімпійським чемпіоном став дзюдоїст Лаша Шавдатуашвілі. Збірна Грузії посіла 40-ве неофіційне загальнокомандне місце.

## Медалісти
| Медаль | Спортсмен             | Вид спорту | Дисципліна                              | Дата   |
| ------ | --------------------- | ---------- | --------------------------------------- | ------ |
| Золото | Лаша Шавдатуашвілі    | Дзюдо      | Чоловіки, 66 кг                         | 23 Лип |
| Срібло | Реваз Лашхі           | Боротьба   | Чоловіки, греко-римська боротьба, 60 кг | 6 Сер  |
| Срібло | Владімер Хінчегашвілі | Боротьба   | Чоловіки, вільна боротьба, 55кг         | 10 Сер |
| Бронза | Манучар Цхадая        | Боротьба   | Чоловіки, греко-римська, 66 кг          | 7 Сер  |
| Бронза | Дато Марсагішвілі     | Боротьба   | Чоловіки, вільна боротьба , 84 кг       | 11 Сер |
| Бронза | Гіоргі Гогшелідзе     | Боротьба   | Чоловіки, вільна боротьба , 96 кг       | 12 Сер |

### За видом спорту
| Спорт    | 1 | 2 | 3 | Всього |
| Дзюдо    | 1 | 0 | 0 | 1      |
| Боротьба | 0 | 2 | 3 | 5      |
| Всього   | 1 | 2 | 3 | 6      |

## Бокс
| Категорія | Спортсмен      | 1/32                           | 1/16               | Чвертьфінал        | Півфінал           | Фінал              | Місце |
| Категорія | Спортсмен      | Суперник Результат             | Суперник Результат | Суперник Результат | Суперник Результат | Суперник Результат | Місце |
| --------- | -------------- | ------------------------------ | ------------------ | ------------------ | ------------------ | ------------------ | ----- |
| до 56 кг  | Мераб Туркадзе | Мохамед Амін Уадахі (ALG) L WO | не пройшов         | не пройшов         | не пройшов         | не пройшов         |       |

## Боротьба
Чоловіки
Вільна боротьба
| Спортсмен             | Категорія | Кваліфікація                   | 1/16                          | Чвертьфінал                 | Півфінал                  | Втішний раунд 1    | Втічний раунд 2       | Фінал                           | Фінал             |
| Спортсмен             | Категорія | Суперник Результат             | Суперник Результат            | Суперник Результат          | Суперник Результат        | Суперник Результат | Суперник Результат    | Суперник Результат              | Rank              |
| --------------------- | --------- | ------------------------------ | ----------------------------- | --------------------------- | ------------------------- | ------------------ | --------------------- | ------------------------------- | ----------------- |
| Владімер Хінчегашвілі | −55 кг    | Ібрагім Фарак (EGY) W 3–1      | Радослав Великов (BUL) W 3–1  | Аміт Кумар (IND) W 3–1      | Юмото Сін'їті (JPN) W 3–1 | Bye                | Bye                   | Джамал Отарсултанов (RUS) L 1–3 | 2                 |
| Малхаз Заркуа         | −60 кг    | Bye                            | Василь Федоришин (UKR) W 3–0  | Коулман Скотт (USA) L 0–5   | не пройшов                | не пройшов         | не пройшов            | не пройшов                      | 9                 |
| Отар Тушішвілі        | −66 кг    | Bye                            | Іхтійор Наврузов (UZB) L 3–1  | не пройшов                  | не пройшов                | не пройшов         | не пройшов            | не пройшов                      | 12                |
| Давид Хуцишвілі       | −74 кг    | Пуревжавин Онорбат (MGL) W 3–1 | Аугусто Мідана (GBS) W 3–1    | Денис Царгуш (RUS) L 0–3    | не пройшов                | не пройшов         | не пройшов            | не пройшов                      | 7                 |
| Дато Марсагішвілі     | −84 кг    | Bye                            | Оргодолин Уйтумен (MGL) W 3–1 | Хайме Еспіналь (PUR) L 1–3  | не пройшов                | Bye                | Ендрю Дік (NGR) W 5–0 | Сослан Гатцієв (BLR) W 3–1      | 3                 |
| Георгій Гогшелідзе    | −96 кг    | Bye                            | Салех Емара (EGY) W 5–0       | Ніколае Чебан (MDA) W 3–0   | Джек Ворнер (USA) L 0–3   | Bye                | Bye                   | Курбан Курбанов (UZB) W 3–1     | 3                 |
| Давіт Модзманашвілі   | −120 кг   | Bye                            | Хессе Руїз (MEX) W 3–0        | Даулет Шабанбай (KAZ) W 3–0 | Біляль Махов (RUS) W 3–1  | Bye                | Bye                   | Артур Таймазов (UZB) L 0–3      | дискваліфікований |

Греко-римська боротьба
| Спортсмен           | Категорія | Кваліфікація              | 1/16                         | Чвертьфінал                    | Півфінал                 | Втішний раунд 1    | Втічний раунд 2                      | Фінал                      | Фінал |
| Спортсмен           | Категорія | Суперник Результат        | Суперник Результат           | Суперник Результат             | Суперник Результат       | Суперник Результат | Суперник Результат                   | Суперник Результат         | Rank  |
| ------------------- | --------- | ------------------------- | ---------------------------- | ------------------------------ | ------------------------ | ------------------ | ------------------------------------ | -------------------------- | ----- |
| Реваз Лашхі         | −60 кг    | Bye                       | Саєд Абдельмонем (EGY) W 3–0 | Заур Курамагомедов (RUS) W 3–0 | Гасан Алієв (AZE) W 3–1  | Bye                | Bye                                  | Омід Норузі (IRI) L 0–3    | 2     |
| Манучар Цхадая      | −66 кг    | Bye                       | Паскаль Штребель (SUI) W 3–0 | Ашраф Ель-Гараблі (EGY) W 3–0  | Тамаш Лерінц (HUN) L 0–3 | Bye                | Bye                                  | Франк Штеблер (GER) W 3–0  | 3     |
| Зурабі Датунашвілі  | −74 кг    | Кім Джин Гьок (KOR) W 3–0 | Бен Провізор (USA) W 3–0     | Емін Ахмадов (AZE) L 1–3       | не пройшов               | не пройшов         | не пройшов                           | не пройшов                 | 7     |
| Володимир Гегешидзе | −84 кг    | Bye                       | Саман Тахмасебі (AZE) W 3–1  | Василь Рачиба (UKR) W 3–1      | Алан Хугаєв (RUS) L 0–3  | Bye                | Bye                                  | Даніял Гаджиєв (KAZ) L 1–3 | 5     |
| Сосо Джабідзе       | −96 кг    | Bye                       | Еліс Гурі (BUL) L 1–3        | не пройшов                     | не пройшов               | не пройшов         | не пройшов                           | не пройшов                 | 13    |
| Гурам Ферселідзе    | −120 кг   | Bye                       | Андрес Аюб (CHI) W 3–0       | Міхайн Лопес (CUB) L 0–3       | не пройшов               | Bye                | Абдельрахман Ель-Трабелі (EGY) W 3–1 | Різа Каяалп (TUR) L 0–3    | 5     |

## Важка атлетика
| Спортсмен         | Дисципліна | Ривок (kg) | Поштовх (кг) | Разом (кг) | Місце             |
| ----------------- | ---------- | ---------- | ------------ | ---------- | ----------------- |
| Рауль Цірекідзе   | 85 кг      | 162        | 200          | 362        | дискваліфікований |
| Гіа Мачаваріані   | 105 кг     | 185        | 220          | 185        | не фінішував      |
| Іраклі Турманідзе | +105 кг    | 201        | 232          | 433        | 5                 |

## Велоспорт
| Спортсмен         | Дисципліна                      | Час          | Місце        |
| ----------------- | ------------------------------- | ------------ | ------------ |
| Георгій Надірадзе | групова шосейна гонка, чоловіки | не фінішував | не фінішував |

## Гімнастика

### Батут
| Спортсмен     | Дисципліна | Кваліфікація | Кваліфікація | Фінал     | Фінал |
| Спортсмен     | Дисципліна | Результат    | Місце        | Результат | Місце |
| ------------- | ---------- | ------------ | ------------ | --------- | ----- |
| Люба Головіна | жінки      | 101.740      | 6 Q          | 52.925    | 7     |

## Дзюдо
| Беткілі Шуквані     | до 60 кг, чоловіки     | Арні Дікенс (AUS) W 0103–0000 | Софіан Мілу (FRA) L 0103–0000         | не пройшов                       | не пройшов                   | не пройшов                       | не пройшов | не пройшов                       | не пройшов |            |            |
| Лаша Шавдатуашвілі  | до 66 кг, чоловіки     | Bye                           | Алехандро Суньїга (CHI) W 0101–0002   | Давід Ларосе (FRA) W 0100–0001   | Колін Оутс (GBR) W 0100–0000 | Ебінума Масаші (JPN) W 0100–0000 | Bye        | Міклош Унгварі (HUN) W 0001–0000 | 1          |            |            |
| Нугзар Таталашвілі  | до 73 кг, чоловіки     | Ван Гі Чхун (KOR) L 0000–0001 | не пройшов                            | не пройшов                       | не пройшов                   | не пройшов                       | не пройшов | не пройшов                       | не пройшов |            |            |
| Автанділ Чрікішвілі | до 81 кг, чоловіки     | Bye                           | Томіслав Маріянович (CRO) W 0100–0001 | Тревіс Стівенс (USA) L 0000–1000 | не пройшов                   | не пройшов                       | не пройшов | не пройшов                       | не пройшов |            |            |
| Варлам Ліпартеліані | до 90 кг, чоловіки     | Н/Д                           | Дідон Долассем (CMR) W 0003–0101      | Марк Ентоні (AUS) L 0020–0101    | не пройшов                   | не пройшов                       | не пройшов | не пройшов                       | не пройшов |            |            |
| Леван Жоржоліані    | до 100 кг, чоловіки    | Н/Д                           | Даніел Брата (ROU) W 0102–0013        | Ельмар Гасимов (AZE) L 0011–0002 | не пройшов                   | не пройшов                       | не пройшов | не пройшов                       | не пройшов | не пройшов | не пройшов |
| Адам Окруашвілі     | понад 100 кг, чоловіки | Н/Д                           | Андреас Тельцер (GER) L 0003–0201     | не пройшов                       | не пройшов                   | не пройшов                       | не пройшов | не пройшов                       | не пройшов |            |            |

## Легка атлетика
| Спортсмен           | Дисципліна                       | Гіт       | Гіт   | Півфінал   | Півфінал   | Фінал      | Фінал      |
| Спортсмен           | Дисципліна                       | Результат | Місце | Результат  | Місце      | Результат  | Місце      |
| ------------------- | -------------------------------- | --------- | ----- | ---------- | ---------- | ---------- | ---------- |
| Давид Іларіані      | 110 метрів з бар'єрами, чоловіки | 13.90     | 8     | не пройшов | не пройшов | не пройшов | не пройшов |
| Мацей Росевич       | 50 км ходьба, чоловіки           | Н/Д       | Н/Д   | Н/Д        | Н/Д        | 4:05:20    | 44         |
| Болеслав Схіртладзе | стрибки у довжину, чоловіки      | Н/Д       | Н/Д   | 7.26       | 35         | не пройшов | не пройшов |
| Майко Гоголадзе     | стрибки у довжину, жінки         | Н/Д       | Н/Д   | —          | не пройшла | не пройшла |            |

## Плавання
| Спортсмен         | Дисципліна   | Гіт     | Гіт   | Півфінал   | Півфінал   | Фінал      | Фінал      |
| Спортсмен         | Дисципліна   | Час     | Місце | Час        | Місце      | Час        | Місце      |
| ----------------- | ------------ | ------- | ----- | ---------- | ---------- | ---------- | ---------- |
| Іраклій Болквадзе | 200 м брасом | 2:15.86 | 28    | не пройшов | не пройшов | не пройшов | не пройшов |

## Стрільба
| Спортсмен       | Дисципліна                               | Кваліфікація | Кваліфікація | Фінал      | Фінал      |
| Спортсмен       | Дисципліна                               | Бали         | Місце        | Бали       | Місце      |
| --------------- | ---------------------------------------- | ------------ | ------------ | ---------- | ---------- |
| Ніно Салуквадзе | пістолет, 25 метрів (жінки)              | 581          | 15           | не пройшла | не пройшла |
| Ніно Салуквадзе | пневматичний пістолет, 10 метрів (жінки) | 376          | 33           | не пройшла | не пройшла |

## Стрільба з лука
| Спортсмен       | Дисципліна                    | Кваліфікація | Кваліфікація | 1/64                              | 1/32                        | 1/16               | Чвертьфінал        | Півфінал           | Фінал              | Фінал              |
| Спортсмен       | Дисципліна                    | Результат    | Посів        | Суперник Результат                | Суперник Результат          | Суперник Результат | Суперник Результат | Суперник Результат | Суперник Результат | місце              |
| --------------- | ----------------------------- | ------------ | ------------ | --------------------------------- | --------------------------- | ------------------ | ------------------ | ------------------ | ------------------ | ------------------ |
| Крістіна Есебуа | індивідуальна першість, жінки | 642          | 34           | Деніс ван Ламоен (CHI) (31) W 6–0 | Лі Сон Джін (KOR) (2) L 2–6 | завершила змагання | завершила змагання | завершила змагання | завершила змагання | завершила змагання |

## Теніс
| Спортсмени                          | Дисципліна               | 1/64                          | 1/32                                                          | 1/16               | Чвертьфінал        | Півфінал           | Фінал              | Фінал      |
| Спортсмени                          | Дисципліна               | Суперник Результат            | Суперник Результат                                            | Суперник Результат | Суперник Результат | Суперник Результат | Суперник Результат | Місце      |
| ----------------------------------- | ------------------------ | ----------------------------- | ------------------------------------------------------------- | ------------------ | ------------------ | ------------------ | ------------------ | ---------- |
| Анна Татішвілі                      | жіночий одиночний турнір | Штефані Фогт (LIE) W 6–2, 6–0 | Надія Петрова (RUS) L 3–6, 7–6(7–5), 2–6                      | не пройшов         | не пройшов         | не пройшов         | не пройшов         | не пройшов |
| Маргаліта Чахнашвілі Анна Татішвілі | жіночий парний турнір    | Н/Д                           | Андрея Клепач / Катаріна Среботнік (SLO) L 6–7(0–7), 6–3, 2–6 | не пройшли         | не пройшли         | не пройшли         | не пройшли         | не пройшли |